# Igor Dima
Igor Dima (n. 11 februarie 1993) este un fotbalist moldovean care evoluează la clubul Petrocub Hîncești pe postul de atacant.

## Palmares
Sheriff Tiraspol
- Divizia Națională (2) : 2011–12, 2013–14

Vicecampion (1) : 2010-11
- Cupa Moldovei

Finalist (1) : 2013-14
- Supercupa Moldovei

Finalist (2) : 2012, 2013
FC Tiraspol
- Cupa Moldovei (1): 2012-13